# Slaget ved Gumbinnen
Slaget ved Gumbinnen var en af de indledende kamphandlinger på Østfronten under 1. verdenskrig og fandt sted ved byen Gumbinnen i Østpreussen i dagene 19. – 20. august, blot 3 dage efter det første sammenstød i slaget ved Stallupönen. Slaget endte med russisk sejr, og førte frem til slaget ved Tannenberg som begyndte 6 dage senere.

## Baggrund
Som ved Stallupönen var den tyske strategi defensiv, og havde primært til formål at forhindre russerne i at erobre Østpreussen og byen Königsberg. Ved Stallupönen havde et af de tre tyske armékorps i den tyske 8. armé kæmpet mod en større russisk styrke og slået denne tilbage, og derefter trukket sig tilbage i henhold til den stående ordre til Gumbinnen i stillinger sammen med hele 8. arme under ledelse af Maximilian von Prittwitz. Kommandanterne for de tyske korps var Hermann von François, August von Mackensen og Otto von Below. Tilsammen havde de omkring 150.000 mand, mens den russiske 1. armé under ledelse af Paul von Rennenkampf var langt større med omkring 200.000 heri medregnet styrkerne i 2. armé under Alexander Samsonov.

## Kampene
De lokale tyske kommandanter ønskede ikke yderligere tilbagetrækninger, blandt andet af hensyn til styrkernes moral. Disse bestod i stor udstrækning af soldater fra dette område. Den stående ordre fra chefen for den tyske generalstab, Helmuth Johannes Ludwig von Moltke, var at afvente sejren på vestfronten i henhold til Schlieffenplanen, således at de tyske styrker ikke blev spredt for meget. Til trods herfor, lykkedes det den offensivt orienterede François at overtale Prittwitz til at tage initiativet overfor russerne.
Om natten mellem den 19. og 20 august rykkede François frem med sit armékorps, allerede inden Mackensen og Below var klar med deres. Dette forhastede angreb advarede russerne og gjorde dem i stand til at indsætte artilleriet operativt mod de tyske styrker. Den tyske tilbagetrækning ble noget kaotisk og de mistede omkring 6.000 mand, som blev krigsfanger.
Under denne tilbagetrækning frygtede Prittwitz at hele den tyske styrke skulle blive omringet ved at det skulle lykkes Rennenkampfs og Samsonovs styrker at udføre en knibtangsmanøvre, og i noget der nærmede sig panik besluttede Prittwitz sig til en fuld tilbagetrækning til Wisła, nogey som ville have overladt hele Østpreussen til russerne.
Prittwitz' panik spredte sig til Berlin og af frygt for at den østlige flanke skulle forblive åben, måtte Moltke handle. Han fjernede Prittwitz og hans næstkommanderende, generalmajor Graf von Waldersee, og erstattede dem med Paul von Hindenburg og Erich Ludendorff. Desuden blev der overført nogle divisioner fra vestfronten, stik imod Schlieffenplanen og den overordnede tyske strategi.
Hindenburg og Ludendorff standsede den tyske tilbaketrækning og og sørgede for at tilbageerobre initiativet da de seks dage efter nederlaget ved Gumbinnen indledte slaget ved Tannenberg, og der opnåede en stor tysk sejr.
54°36′N 22°12′Ø / 54.600°N 22.200°Ø